# Trzebiny
Trzebiny (deutsch Treben) ist ein Dorf in Polen in der Woiwodschaft Großpolen. Es gehört zur Gemeinde Święciechowa im Powiat Leszczyński.

## Geschichte

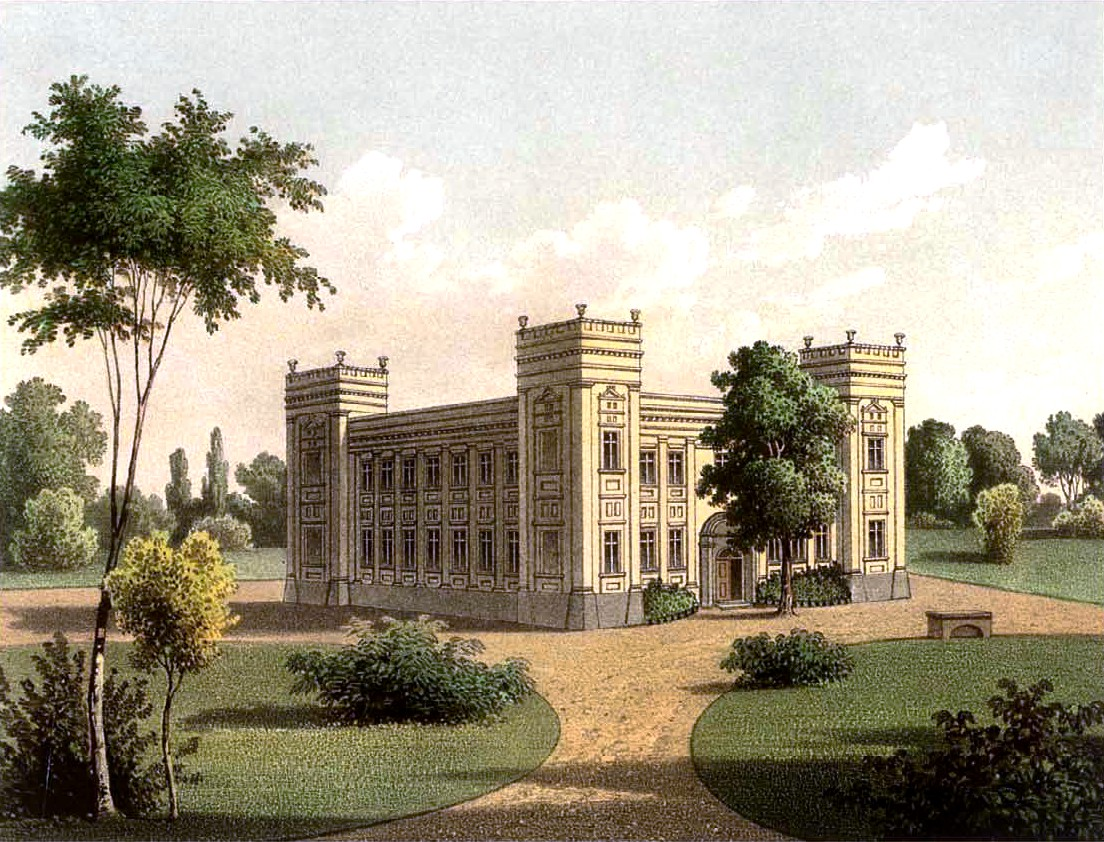
Schloss Treben um 1860, Sammlung Alexander Duncker

Die erste urkundliche Erwähnung von Treben stammt aus dem Jahr 1360 mit der Erwähnung des Eigentümers Wierzbięta. Bereits 1421 wird eine Kapelle im Ort erwähnt, der Altar des Ortes stammte aus dem 14. Jahrhundert. 1566 ging der Ort in das Eigentum von Krzysztof Trzebiński und später in das der Familie Przybyszewski über.
Mit dem Bau von Schloss Treben wurde, im Auftrag von Jan Melchior Gurowski um 1690 begonnen.
Im 18. Jahrhundert erwarb General Johann von Lipski (polnisch Jan Lipski aus Długie Stare) Trzebiny und lebte, bis er 1834 im Alter von 114 Jahren starb. 1857 erwarb August Ferdinand von Leesen (1804–1876) das Gut und machte daraus einen Familienfideikommiss für seine Neffen. Die Familie von Leesen blieb im Besitz von Treben bis zur Vertreibung am Ende des Zweiten Weltkrieges. Bis 1920 gehörte Treben zum preußischen Kreis Fraustadt in der Provinz Posen.

## Kultur und Sehenswürdigkeiten

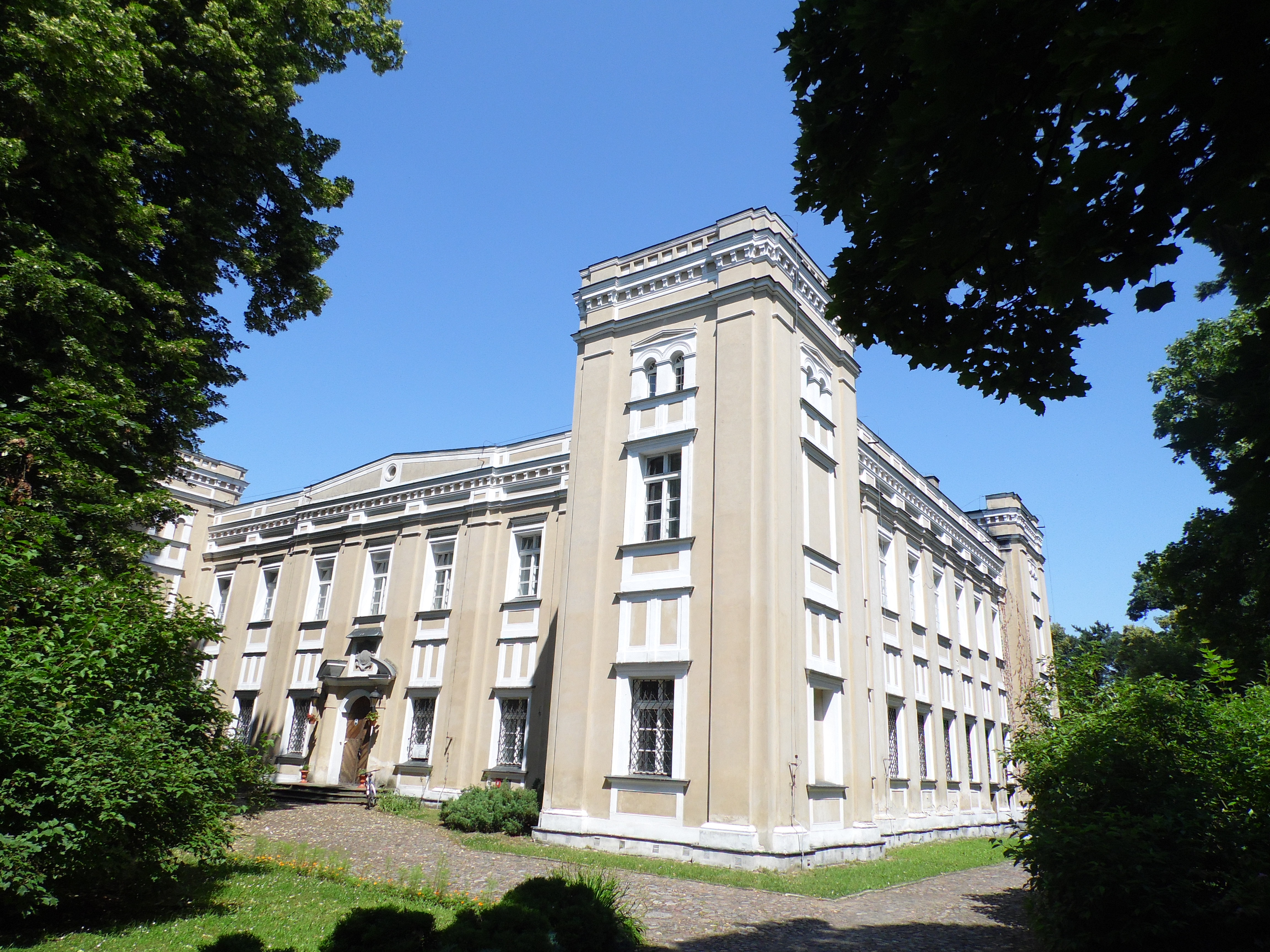
Das Schloss in Trzebiny

Die Bauarbeiten des Schlosses begannen etwa 1690. Der Auftraggeber, Jan Melchior Gurowski war durch die Hochzeit mit Krystyna Przybyszewska in den Besitz von Treben gelangte und wollte sein Ansehen durch die Errichtung des Baus erhöhen. 1860 erfolgte im Auftrag von August Ferdinand von Leesen ein Umbau, seitdem sich ein kleiner Innenhof im Gebäude befindet. Nach dem Zweiten Weltkrieg verfiel das Gebäude und wurde 1983 bis 1986 grundlegend renoviert. Heute ist das Schloss Sitz des Regionalzentrums für Forschung und Dokumentation von Sehenswürdigkeiten in Posen und bietet einer archäologischen Ausstellung Platz. Auch Übernachtungen sind dort möglich.
Zum Schloss gehört auch ein etwa fünf Hektar umfassender Park.

## Wirtschaft und Infrastruktur
Durch das Dorf verläuft eine Straße von Piotrowice nach Długie Stare. In Długie Stare kreuzt die Landesstraße 12 (droga krajowa nr 12), welche in östlicher Richtung nach Leszno, in westlicher nach Wschowa führt.
Die nächsten internationalen Flughäfen sind der Flughafen Posen-Ławica, etwa 65 Kilometer nordöstlich und der Nikolaus-Kopernikus-Flughafen Breslau, etwa 90 Kilometer südlich.